# Kalînî, Teceu
Kalînî (în ucraineană Калини) este o comună în raionul Teceu, regiunea Transcarpatia, Ucraina, formată numai din satul de reședință.

## Demografie
Componența lingvistică a comunei Kalînî
     Ucraineană (99,02%)
     Alte limbi (0,98%)
Conform recensământului din 2001, majoritatea populației comunei Kalînî era vorbitoare de ucraineană (99,02%), existând în minoritate și vorbitori de alte limbi.